# Роберто Муроло
«Завжди дозволяйте серцю співати, перш за все, тому що саме серце потребує цього більше, ніж ми, щоб жити».— Роберто Муроло
Роберто Муроло (італ. Roberto Murolo, Неаполь, 19 січня 1912 — 13 березня 2003) — італійський співак, автор пісень, гітарист і актор.

## Біографія
Син поета і композитора Ернесто Муроло вважається «батьком» неаполітанської народної музики 20-го століття. Такі пісні, як «Don Raffaè» (кавер-версія оригіналу Фабріціо Де Андре), «Reginella» або «Cu'mmè» стали відомими далеко за межами Неаполя. Основою його успіху було те, що він рано відійшов від оперної манери співу, характерної для регіональної музики того часу, і натомість повністю покладався на природну виразність голосу та музичні традиції неаполітанського фольклору. Своєю творчістю Муроло вплинув на багатьох молодих музикантів.
Першого успіху він досяг з квартетом «Міда» (італ. Mida), з яким гастролював по всій Європі між 1939 та 1946 роками, попри несприятливі обставини того часу. Потім він розпочав сольну кар'єру як співак і гітарист, а також брав участь у різних кінопроєктах. Зрештою, творчість Муроло привела його до історичних коренів регіонального фольклору. У 1959-1963 роках разом з Едуардо Калієндо він видав антологію неаполітанської музики, починаючи з 13 століття, що складалася з 12 платівок.
Його сексуальні уподобання до неповнолітніх дівчат стали причиною значного спаду в кар'єрі після того, як про це стало відомо. Протягом майже двох десятиліть між 1960-ми та 1980-ми роками Роберто Муроло бойкотували засоби масової інформації. Друзі художника нарешті домоглися припинення бойкоту. На новому етапі своєї кар'єри він все частіше співпрацював з іншими італійськими музикантами, такими як Фабріціо Де Андре, Міа Мартіні та Лучіо Далла.
У 1999 році він став співзасновником «Школа неаполітанської пісні» (італ. Scuola della Canzone Napoletana) у Скафаті (Неаполь). У 2002 році вийшов його останній альбом «Я мріяв співати» (італ. Ho sognato di cantare). 37 пісень з 1937 по 1952 роки є репрезентативним зрізом його творчості за цей період.
Муроло помер у своєму рідному місті Неаполі у 2003 році у віці 91 року.